# Eois cinyras
Eois cinyras là một loài bướm đêm trong họ Geometridae.